# 米尼亚诺蒙泰伦戈
米尼亚诺蒙泰伦戈（義大利語：Mignano Monte Lungo），是意大利卡塞塔省的一个市镇。总面积52平方公里，人口3280人，人口密度63.1人/平方公里（2009年）。ISTAT代码为061051。